# Michael Douglas
Michael Kirk Douglas (* 25. září 1944, New Brunswick, New Jersey, USA) je americký herec a producent, syn amerického herce Kirka Douglase a manžel herečky Catherine Zety-Jonesové. Jedná se o držitele dvou ocenění Oscar, tří Zlatých glóbů, prestižní divadelní ceny Tony a mnoha dalších ocenění.
Pochází z umělecké rodiny, jeho otec Kirk Douglas patřil již od 60. let k velkým hollywoodským hereckým hvězdám, i jeho matka Diana Dill je známá britská herečka.
Svá studia na univerzitě v Yale nedokončil a začal studovat herectví na kalifornské univerzitě v Santa Barbaře (jeho spolužák a kamarád zde byl Danny DeVito), později svá studia herectví dokončil v New Yorku.
První velká role přišla v roce 1969 ve snímku Hail, Hero!, za niž byl poprvé nominován na Zlatý glóbus coby objev roku. Jeho pravděpodobně nejslavnější role je Gordon Gekko, finanční magnát a padouch z filmu Wall Street, za kterou byl oceněn Oscarem. Zaujaly také jeho výkony v dalších komerčně úspěšných filmech jako např. Hra, Skandální odhalení, Volný pád nebo Základní instinkt. Mezi jeho nejznámější, nejslavnější a celkově nejúspěšnější producentské počiny patří známý Formanův film Přelet nad kukaččím hnízdem.

## Osobní život
Douglasovou manželkou je herečka Catherine Zeta-Jones. Mají spolu dvě děti. 
V roce 2010 mu byla diagnostikována rakovina jazyka v pokročilém stadiu. Nemoc se mu podařilo překonat. Během léčby absolvoval ozařování a chemoterapii a zhubl 20 kilogramů.

## Filmografie, výběr
- 1966 Velký žal
- 1969 Hail, Hero!
- 1971 Letní strom
- 1972 Napoleon a Samantha
- 1978 V kómatu
- 1979 Running
- 1979 Čínský syndrom
- 1983 Soudcova noc / Soudní dvůr
- 1984 Honba za diamantem
- 1985 Chorus Line
- 1985 Honba za klenotem Nilu
- 1987 Wall Street
- 1987 Osudová přitažlivost
- 1989 Válka Roseových
- 1989 Černý déšť
- 1991 Záblesk
- 1992 Základní instinkt
- 1993 Volný pád
- 1994 Skandální odhalení
- 1995 Americký prezident
- 1996 Lovci lvů
- 1997 Hra
- 1998 Dokonalá vražda
- 2000 Skvělí chlapi
- 2001 Začalo to jedné žhavé noci
- 2001 Neříkej ani slovo
- 2003 Tak to chodí - ve filmu hrály tři generace Douglasových [2]
- 2003 Dokud nás smrt nerozdělí
- 2006 Strážce
- 2006 My dva a křen
- 2007 Král Kalifornie
- 2009 Solitary Man
- 2009 Bejvalek se nezbavíš
- 2009 Beyond a Reasonable Doubt
- 2013 Liberace!
- 2015 Ant-Man
- 2018 Ant-Man a Wasp
- 2019 Avengers: Endgame
- 2023 Ant-Man a Wasp: Quantumania